# Eirenis eiselti
Espèce
Statut de conservation UICN

 LC  : Préoccupation mineure
Eirenis eiselti est une espèce de serpents de la famille des Colubridae.

## Répartition
Cette espèce se rencontre en Turquie et en Russie, dans la Ciscaucasie.

## Description
Dans leur description les auteurs indiquent que cette espèce mesure de 26 à 32 cm pour les mâles et de 32 à 36 cm pour les femelles.

## Étymologie
Son nom d'espèce, eiselti, lui a été donné en l'honneur de Josef Eiselt (1912-2001), herpétologiste autrichien.

## Publication originale
- Schmidtler & Schmidtler, 1978 : Eine neue Zwergnatter aus der Türkei; mit einer Übersicht über die Gattung Eirenis (Colubridae,Rept.). Annalen des Naturhistorischen Museums in Wien, vol. 81, p. 383-400 (texte intégral).